# Christian Wilhelm Niedner
Christian Wilhelm Niedner, född den 13 augusti 1797, död den 9 augusti 1865, var en tysk protestantisk kyrkohistoriker. 
Niedner blev 1829 professor i Leipzig, nedlade under revolutionsoroligheterna 1849 sitt ämbete och bodde som privatman i Wittenberg, tills han 1859 blev professor i Berlin. 
Hans huvudverk är Lehrbuch der Geschichte der christlichen Kirche (1846, 2:a upplagan 1866). Från 1845 var han utgivare av "Zeitschrift für die historische Theologie".